# Lizeray
Lizeray é uma comuna francesa na região administrativa do Centro, no departamento Indre. Estende-se por uma área de 34 km². Em 2010 a comuna tinha 86 habitantes (densidade: 2,5 hab./km²).